# Maciej Paderewski
Maciej Paderewski (* 5. Oktober 1943 in Marcali; † 13. Oktober 2010 in Warschau) war ein polnischer Pianist und Musikpädagoge.
Rodzeństwo Stanisław Paderewski,Jacek Paderewski 
Paderewski studierte an der Musikakademie Warschau Klavier bei Maria Wiłkomirska und wirkte bereits in dieser  Zeit als Klavierbegleiter der Schüler am Unterricht von Irena Dubiska, Kazimierz Wiłkomirski, Tadeusz Wroński und anderen mit. Er trat in fast allen europäischen Landern, in Amerika und Japan auf. Als Klavierbegleiter erhielt er Diplome beim Jacques-Thibaud-Violinwettbewerb in Paris und beim Pablo-Casals-Wettbewerb in Budapest. Zu seinen Kammermusikpartnern zählten u. a. Wadim Brodsky, Zdzislaw Donat, Tadeusz Gadzina, Nicolai Gedda, Andrzej Hiolski, Piotr Janowski, Stefan Kamasa, Konstanty Andrzej Kulka, Galina Pisarenko, Stefan Stałanowski, Krystyna Szostek-Radkowa, Wanda Wilkomirska, Stefania Woytowicz und Teresa Żylis-Gara.
Auf Einladung von Swjatoslaw Richter trat er 1987 in Moskau bei den Dezembermusikabenden auf, wo er mit Henryk Janiszewski Lieder von Fryderyk Chopin aufführte, während Richter mit Natalia Gutman dessen Cellosonate spielte. Er machte zahlreiche Rundfunk-, Fernseh- und CD-Aufnahmen und erhielt  für eine Aufnahme von Kammermusik Witold Lutosławskis den französischen Kritikerpreis Diapason d’or.
Mehr als dreißig Jahre unterrichtete Paderewski an der Musikakademie Warschau (Fryderyk-Chopin-Universität für Musik) als ordentlicher Professor und Leiter der Abteilung Klavierkammermusik. Er initiierte und leitete die Internationalen Meisterkurse in Warschau, die seit 2021 nach ihm benannt sind, führte Kurse und Workshops durch und wirkte als Juror an polnischen und internationalen Klavier- und Kammermusikfestivals mit. 
Mit Tadeusz Wroński gab er drei Violinsonaten und ein Scherzo für Violine und Klavier von Johannes Brahms heraus, mit Kazimierz Michalik Transkriptionen von Werken Chopins für Cello und Klavier. Für sein Wirken wurde er u. a. mit dem Silbernen Verdienstkreuz der Republik Polen, der Silbernen Gloria-Artis-Medaille für kulturelle Verdienste und als Verdienter Kulturaktivist ausgezeichnet.